# Juhdum
Juhdum, en arabe : جهاثم, est un village du gouvernorat de Bethléem en Palestine, situé à 8 km à l'est de Bethléem, en Cisjordanie.
Selon le recensement du bureau central palestinien des statistiques, la localité compte une population de 1 391 habitants en 2017.